# Hadena honeyi
Hadena honeyi là một loài bướm đêm trong họ Noctuidae.